# Osing (Gemeinde St. Veit in Defereggen)
Osing, früher auch Asing, ist ein Weiler in der Gemeinde St. Veit in Defereggen im Defereggental (Osttirol).

## Geographie
Osing ist neben Egg, Gritzen und Obergritzen einer der Ortsbestandteile der Fraktion Gritzen. Osing liegt in rund 1270 Metern Höhe nördlich der Defereggentalstraße (L25) zwischen der Einzelsiedlung Mühl im Osten und der Ortschaft Mentlerboden im Westen. Nördlich von Osing liegt die Ortschaft Egg, südlich fließt die Schwarzach. Das Land Tirol verzeichnete 2022 für Osing die Hofstellen  Druntern (Gritzen Nr. 6), Hinterns (Gritzen Nr. 7), Anderlis (Gritzen (Nr. 8), Osiger (Gritzen Nr. 9) und Mauer (Gritzen Nr. 10). Hinzu kamen sieben weitere Wohngebäude.

## Bauwerke
Beim Bauernhof Anderlis handelt es sich um einen quergeteilten Einhof mit Blockpfettendach, dessen Kern vermutlich aus dem 18. Jahrhundert stammt. Der zweigeschoßige Kantblockbau verfügt über ein gemauertes Fundament und einen gemauerten Küchenbereich. Hangseitig wurde ein kleiner Wirtschaftsteil mit Stall und Stadel angebaut. Der Baukern des benachbarten zweigeschoßigen, quergeteilten Einhofs Osinger stammt vermutlich aus dem 19. Jahrhundert. Der mit schindelgedecktem Satteldach verfügt über einen Wohnteil mit Mauerfundament und wurde als Kantblockbau gezimmert. Er verfügt über eine hölzerne Freitreppe mit Söller und einen nordseitig angebauten Wirtschaftstrakt mit Stall und Tenne. Zwischen den Höfen Hinterns und Anderlis befindet sich ein Wegkreuz aus dem Jahr 1980. Hier stand bereits 1859 ein kartografisch dokumentiertes Wegkreuz. Das moderne Wegkreuz besteht aus einem gemauerten Sockel mit geschlossenem Bretterkasten und Corpus im Dreinageltypus. Ein älteres Wegkreuz befindet sich nördlich neben dem Haus Gtitzen Nr. 32. Das Wegkreuz im geschlossenen Bretterkasten zeigt einen vollplastischen Corpus im Dreinageltypus.